# 影島大橋
影島大橋（ヨンドおおはし）は、大韓民国釜山広域市中区と対岸の影島（影島区）を結ぶ、全長214.63m、幅18.3mの橋。1931年3月8日に着工し、1934年11月23日に完成した。可動橋（跳開橋）であり、可動部の長さは31.3m。

## 歴史

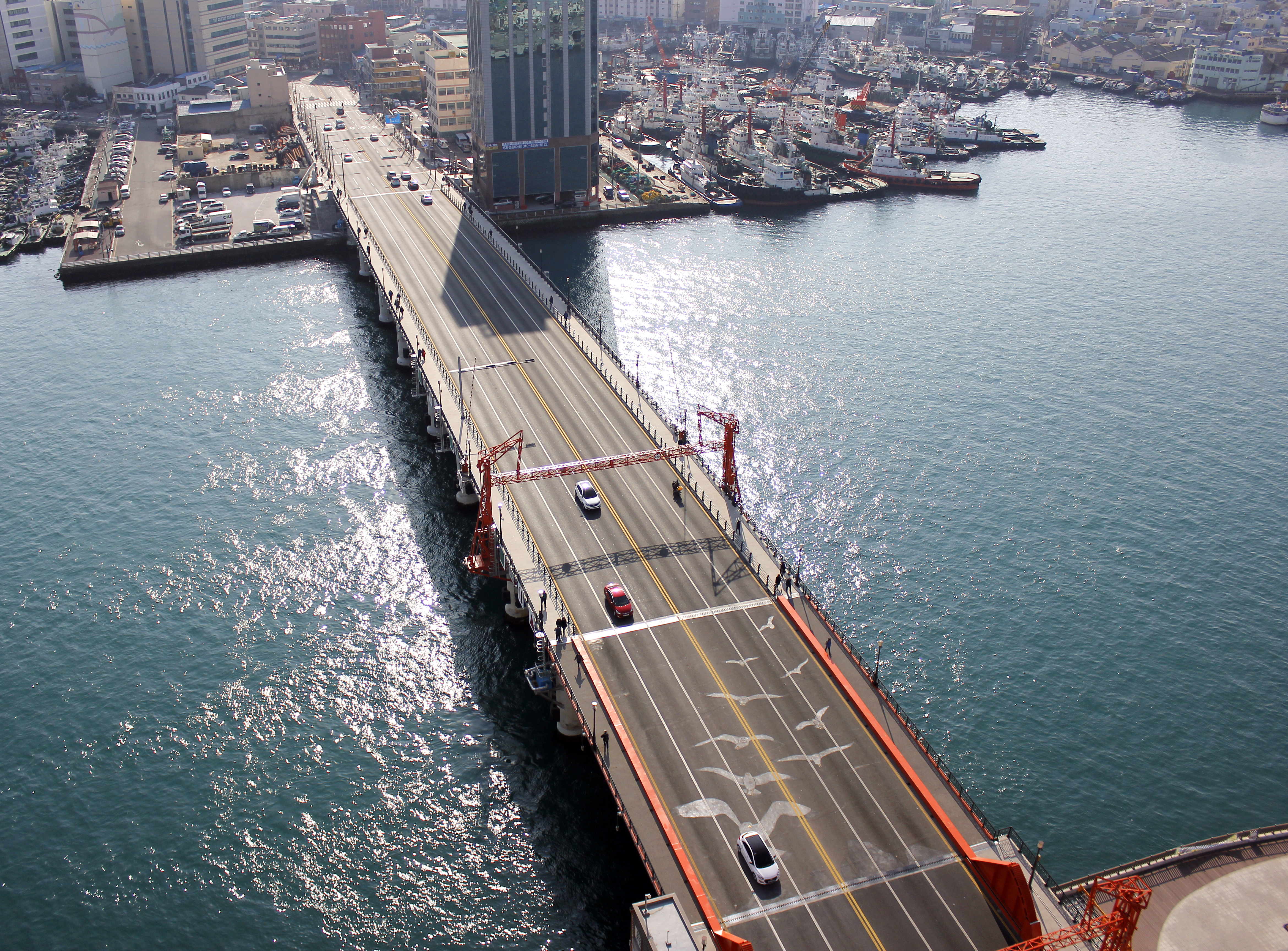
影島大橋（2015年）

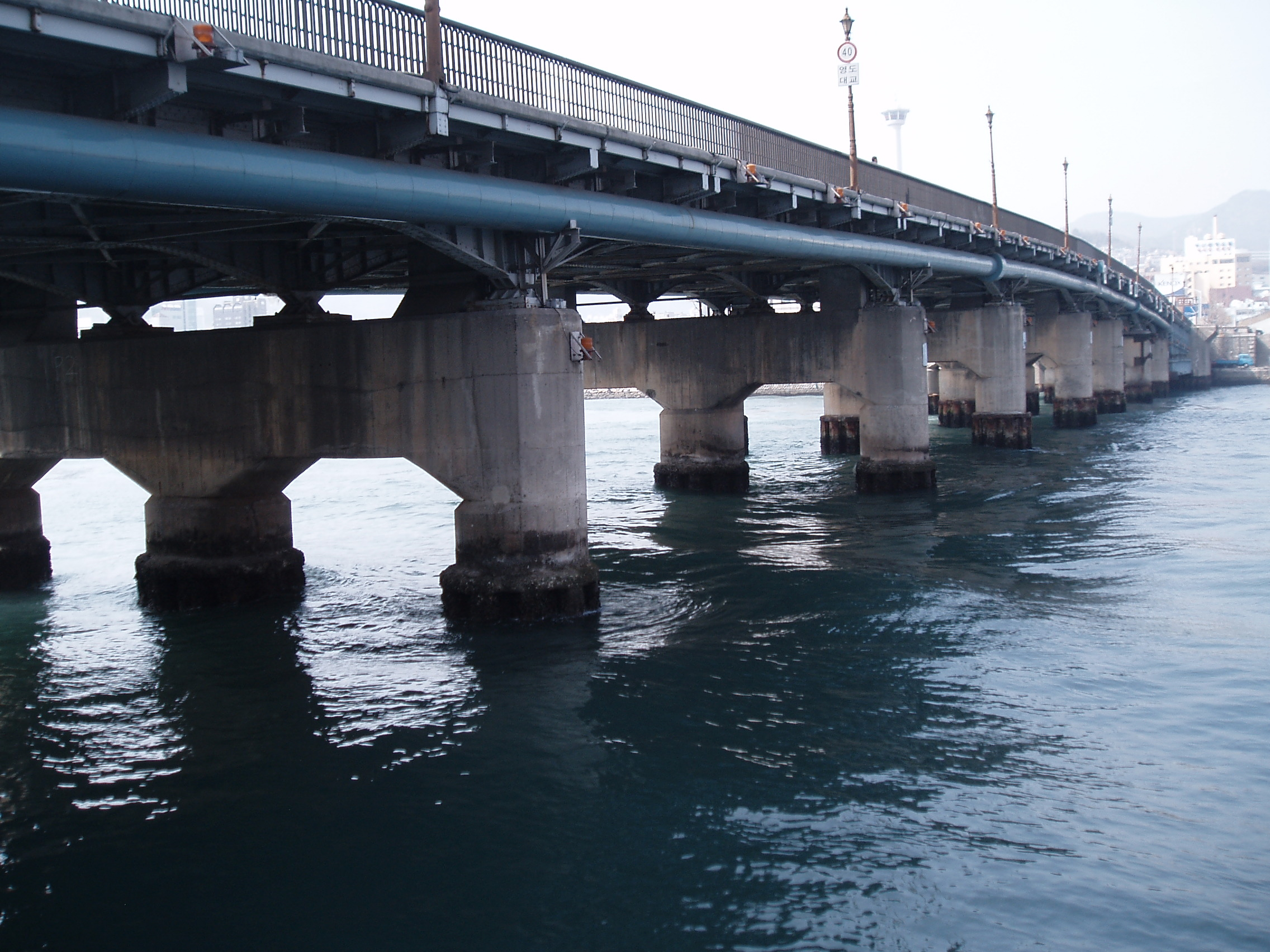
跳開機能を失っていた時期には水道管も設置されていた（2006年）

日本統治時代、宅地化が進んだ牧島（影島）と市内とを結んでいた渡し舟に代わる手段として架橋が計画された。しかし、この水路は釜山港内の重要な輸送路であったため漕運業者の反対がおこり、大型船の通航を確保するために跳開橋として建設された。建設時の正式名称は釜山大橋。朝鮮唯一の跳開橋であり、「釜山名物」と称された。1935年2月には釜山市電が牧島停留所（現在の影島区南港洞）まで延長され、橋の上を通過した。
朝鮮戦争時には、この橋のたもとに避難民が多く暮らすようになり、避難民の悲哀を歌った玄仁の歌謡曲「頑張れクムスナ」（ko:굳세어라 금순아、1951年）にも橋の情景が織り込まれている。その後、機械の老朽化や水道管設置などのために、橋の開閉は1966年8月末日を最後に行われなくなり、機械装置も撤去された。1980年には、交通量の増加と通行車輌の重量化に対処するため、東隣にあらたな釜山大橋が建設された。これにともない、この旧橋の正式名称が影島大橋にあらためられた。
橋の北側にあった釜山市庁舎跡地の再開発（釜山第2ロッテワールド建設）が2000年にはじまると、老朽化した橋の撤去も持ち上がった。これに反対する運動も展開されて激しい論議が行われ、最終的には保存が決定された。2006年11月22日には釜山広域市指定文化財第56号に指定された。補修・拡幅と跳開機能の復元工事が進められ、2013年11月27日に完工した。1日に1回、跳開を行う。

## 交通
- 釜山交通公社1号線南浦駅

## 影島大橋が登場する作品
- 友へ チング